# Taça Colombo
A Taça Colombo foi o primeiro troféu do Campeonato Carioca de Futebol (à época chamado de Campeonato Carioca de Futebol de Primeiros Quadros da Primeira Divisão), quando o Rio de Janeiro ainda era a capital da República. Oferecida pela Liga Metropolitana de Sports Athléticos, ela recebeu esse nome pois ela foi ofertada pela Casa Colombo, importante loja de artigos masculinos do início do Século XX.
As equipes ganhadoras do Campeonato Carioca de Futebol ficavam com sua posse, mas em caráter provisório. Sua posse definitiva estava condicionada a conquista do campeonato por três anos seguidos. Com isso, o Fluminense a conquistou em definitivo ao se sagrar tricampeão carioca de 1917, 1918 e 1919. Apesar de o Fluminense ser considerado campeão carioca em 1906, 1907, 1908 e 1909, o clube não ficou em definitivo com a Taça em 1908 devido a polêmica do Campeonato Carioca de 1907 que terminou sem que um campeão fosse declarado. A declaração do campeão de 1907 aconteceria somente 89 anos depois, quando em 1996 a Federação de Futebol do Estado do Rio de Janeiro (FFERJ) declarou Fluminense e Botafogo os Campeões de 1907.
Na base e no corpo da Taça Colombo estão gravados os nomes de todos os clubes campeões que a receberam com os respectivos anos de suas conquistas.